# 古川中里
古川中里（ふるかわなかざと、英語: Furukawa-Nakazato）は、宮城県大崎市の町・字であり、旧志田郡中里村、旧古川町中里、旧古川市中里に相当する。郵便番号は989-6143。大崎市ホームページによると2021年4月1日時点での域内の人口は3,982人、世帯数は1,912世帯である。

## 地理
古川中里一丁目から古川中里六丁目と字江添、字蓮田を擁し、東は古川大幡や古川駅南と、西は古川南町や古川南新町などと、北は古川駅前大通や古川台町と、南は古川境野宮と接する。

### 小字
仙台法務局古川支局の「大崎市登記所備付地図データ」（2024年10月5日時点）およびデジタル庁公表のアドレス・ベース・レジストリの「宮城県町字マスターデータセット」（2024年8月13日時点）および運輸局公表の「東北運輸局宮城運輸支局住所コード表」（2024年11月1日時点）によれば、牧浜の小字は以下の通りである。
| 大字     | 小字   | 出典         | 出典         | 出典 |
| 大字     | 小字   | 町字マスター | 運輸局コード | 登記 |
| -------- | ------ | ------------ | ------------ | ---- |
| 古川中里 | 字江添 | ○            | ○            | ○    |
| 古川中里 | 字蓮田 | ○            | ○            | ○    |

## 歴史
- 1889年（明治22年）4月1日 - 古川村をはじめとする周辺村々と合併し、町村制施行。中里村は古川町中里となる。
- 1950年（昭和25年）12月15日 - 古川町が市制施行。古川町中里は古川市中里となる。
- 2006年（平成18年）3月31日 - 古川市廃止に伴い、大崎市古川中里となる。

## 交通

### 鉄道
- 域内に鉄道駅はないが最寄駅は古川駅（JR陸羽東線・東北新幹線・秋田新幹線）が挙げられる。

### バス
- 大崎市コミュニティバス
  - 南側循環便[8][9]

### 道路
- 宮城県道32号古川松山線

## 学区
域内の児童は大崎市立古川第二小学校もしくは大崎市立古川第三小学校・大崎市立古川東中学校に進学する。

## 人口
2021年（令和3年）4月1日時点での人口は以下の通りである。
| 住所           | 日本人世帯数 | 日本人男 | 日本人女 | 計      |
| -------------- | ------------ | -------- | -------- | ------- |
| 古川中里一丁目 | 179世帯      | 173人    | 198人    | 371人   |
| 古川中里二丁目 | 204世帯      | 196人    | 185人    | 381人   |
| 古川中里三丁目 | 343世帯      | 375人    | 344人    | 719人   |
| 古川中里四丁目 | 500世帯      | 564人    | 582人    | 1,146人 |
| 古川中里五丁目 | 566世帯      | 577人    | 576人    | 1,153人 |
| 古川中里六丁目 | 101世帯      | 92人     | 69人     | 161人   |
| 古川中里字江添 | 19世帯       | 25人     | 26人     | 51人    |

## 施設
- 古川学園中学校・高等学校